# Сухоцкий, Артём Михайлович
Артём Миха́йлович Сухо́цкий (укр. Артем Михайлович Сухоцький; 6 декабря 1992, Нежин, Черниговская область, Украина) — украинский футболист, защитник сосновецкого «Заглембе».

## Игровая карьера
Выпускник академии киевского «Динамо». В ДЮФЛ кроме киевлян защищал цвета также РВУФК.
Сезон 2009/10 начинал в молодёжной команде динамовцев, где сыграл 10 матчей. В следующем году был переведён в «Динамо-2», где и провёл следующие два года. В составе киевлян дважды ездил на Кубок Содружества, при тренере Валерие Газзаеве привлекался к тренировкам первой команды и попадал в заявку на матчи еврокубков, но в официальных матчах основного состава «бело-голубых» так и не дебютировал. Осенью 2011 года отказались продлевать контракт с «Динамо-2».
Поздней осенью 2011 года тренер «Ильичёвца» Игорь Леонов пригласил Сухоцкого на просмотр, и спустя несколько дней клуб и футболист подписали контракт. Летом 2012 года Леонова сменил Павлов, но ни при одном из этих наставников полузащитник не смог стать игроком основного состава, довольствуясь играми за дубль.
Летом 2013 Сухоцкий перешёл в «Александрию». С этой командой защитник стал сначала серебряным призёром, а в следующем сезоне — и победителем первой лиги. 19 июля 2015 года в первом туре чемпионата Украины 2015/16 в игре против донецкого «Шахтёра» дебютировал в Премьер-лиге. 11 января 2016 года было официально объявлено, что Артём по истечении срока контракта решил не продлевать отношения с «Александрией».
15 января 2016 года Сухоцкий подписал двухлетний контракт с луганской «Зарёй».
4 января 2018 года стало узвестно о долгосрочном контракте сроком на 4,5 года между игроком и словацкой командой ФК Слован.
В марте 2020 года был арендован белорусским клубом «Динамо» (Минск).

## Международная карьера
Имеет опыт выступлений за юношеские сборные Украины.

## Достижения
- Победитель Первой лиги Украины: 2014/15
- Серебряный призёр Первой лиги Украины: 2013/14
- Чемпион Словакии: 2018/19